# Idrettslaget Sandviken 2019 (calcio femminile)
Questa voce raccoglie le informazioni riguardanti l'Idrettslaget Sandviken nelle competizioni ufficiali della stagione calcistica 2019.

## Stagione
Nella stagione 2019 il Sandviken, allenato da Patrik Hansson, concluse il campionato di Toppserien al 4º posto, mentre in Coppa di Norvegia fu eliminato ai quarti di finale dal Trondheims-Ørn.

## Divise e sponsor
La scelta cromatica delle maglie era la stessa della squadra maschile, basata sui colori sociali della società polisportiva il bianco e il rosso. Main sponsor era il gruppo Frydenbø, mentre quello tecnico, fornitore delle tenute di gioco, era Umbro.
| Casa | Trasferta |

## Organigramma societario
Come da sito ufficiale.
Area tecnica
- Allenatore: Patrik Hansson
- Co-allenatore:
- Preparatore dei portieri:
- Preparatore fisico:

## Rosa
Rosa, ruoli e numeri di maglia della rosa per la stagione 2019 tratti dal sito della federazione norvegese.
| N. |                     | Ruolo | Calciatrice               |
| -- | ------------------- | ----- | ------------------------- |
| 1  | Norvegia (bandiera) | P     | Nora Neset Gjøen          |
| 2  | Norvegia (bandiera) | D     | Marte Bjelde Hjelmhaug    |
| 3  | Norvegia (bandiera) | D     | Cecilie Redisch Kvamme    |
| 4  | Norvegia (bandiera) | A     | Maria Dybwad Brochmann    |
| 5  | Norvegia (bandiera) | D     | Ingrid Østervold Stenevik |
| 7  | Norvegia (bandiera) | D     | Synne Vatshelle Raa       |
| 8  | Norvegia (bandiera) | C     | Synne Vatnem              |
| 9  | Norvegia (bandiera) | A     | Ingrid Altermark          |
| 10 | Norvegia (bandiera) | C     | Ingrid Marie Spord        |
| 11 | Norvegia (bandiera) | C     | Lisa Fjeldstad Naalsund   |
| 13 | Norvegia (bandiera) | A     | Camilla Ness Ervik        |

| N. |                              | Ruolo | Calciatrice                   |
| -- | ---------------------------- | ----- | ----------------------------- |
| 14 | Norvegia (bandiera)          | D     | Stine Hovland                 |
| 15 | Norvegia (bandiera)          | A     | Amalie Vevle Eikeland         |
| 16 | Norvegia (bandiera)          | C     | Madeleine Veivåg              |
| 18 | Norvegia (bandiera)          | D     | Kristina Herfindal Grøndal    |
| 19 | Norvegia (bandiera)          | C     | Marina Heggernes Jensen       |
| 20 | Norvegia (bandiera)          | A     | Sofie Skjelstad Jensen        |
| 21 | Norvegia (bandiera)          | P     | Benedicte Håland              |
| 22 | Norvegia (bandiera)          | D     | Ingrid Ryland                 |
| 23 | Paesi Bassi (bandiera)       | C     | Marije Brummel                |
| 24 | Norvegia (bandiera)          | A     | Elise Kristine Alsaker Kvinge |
| 32 | Trinidad e Tobago (bandiera) | A     | Kennya Cordner                |

## Calciomercato

### Sessione invernale
| Acquisti | Acquisti                | Acquisti     | Acquisti |
| R.       | Nome                    | da           | Modalità |
| -------- | ----------------------- | ------------ | -------- |
| D        | Cecilie Redisch Kvamme  | Arna-Bjørnar | [ 3 ]    |
| C        | Lisa Fjeldstad Naalsund | Arna-Bjørnar |          |
| A        | Maria Dybwad Brochmann  | Arna-Bjørnar |          |
| A        | Amalie Vevle Eikeland   | Arna-Bjørnar |          |

| Cessioni | Cessioni | Cessioni | Cessioni |
| R.       | Nome     | a        | Modalità |
| -------- | -------- | -------- | -------- |
|          |          |          |          |

### Sessione estiva
| Acquisti | Acquisti      | Acquisti   | Acquisti |
| R.       | Nome          | da         | Modalità |
| -------- | ------------- | ---------- | -------- |
| D        | Ingrid Ryland | Djurgården | [ 4 ]    |

| Cessioni | Cessioni      | Cessioni | Cessioni |
| R.       | Nome          | a        | Modalità |
| -------- | ------------- | -------- | -------- |
| D        | Stine Hovland | Milan    | [ 5 ]    |

## Risultati

### Toppserien

#### Girone di andata
| Arbitro: | Øiseth (Fetsund) |

|  |           |                               |
|  | Marcatori | 56’ Hagen Svastuen 90’ Jensen |

| Arbitro: | Fjeldvær (Stadsbygd) |

|  |           |                                       |
|  | Marcatori | 29’ Dybwad Brochmann 36’, 83’ Cordner |

| Arbitro: | Fatemeh Zangeneh (Kongsberg) |

|                                             |           |  |
| Naalsund 9’ Ryland 48’ Dybwad Brochmann 63’ | Marcatori |  |

| Arbitro: | Buhaug Folstad (Buvika) |

|                                                     |           |                              |
| Lie 17’ Lehn Herlovsen 65’ Bratberg Lund 72’ (rig.) | Marcatori | 5’ Cordner 7’ Vevle Eikeland |

| Arbitro: | Langnes Aarland (Fræna) |

|                                                                |           |                                                         |
| Dybwad Brochmann 26’, 56’ Cordner 39’, 81’ Ness Ervik 51’, 62’ | Marcatori | 35’ Langås Jøsendal 49’ Tvedten 53’ Dahl 90’ Stefanović |

| Arbitro: | Rodahl Torkelsen (Asker) |

|             |           |                                  |
| Wilmann 27’ | Marcatori | 53’ Cordner 70’ Dybwad Brochmann |

| Arbitro: | Fjeldvær (Stadsbygd) |

|                                  |           |            |
| Dybwad Brochmann 28’ Cordner 50’ | Marcatori | 87’ Hansen |

| Arbitro: | Fatemeh Zangeneh (Kongsberg) |

|  |           |                      |
|  | Marcatori | 23’ Dybwad Brochmann |

| Arbitro: | Jensen (Furuflaten e Lyngen) |

|             |           |                                                     |
| Cordner 49’ | Marcatori | 2’ Sessy Åsland 15’ Syrstad Engen 44’ (rig.) Reiten |

| Arbitro: | Langnes Aarland (Fræna) |

|           |           |                      |
| Dowie 68’ | Marcatori | 50’ Dybwad Brochmann |

| Arbitro: | Fjeldvær (Stadsbygd) |

|                                      |           |              |
| Røsholm Olsen 29’ (aut.) Cordner 56’ | Marcatori | 3’ Lillegård |

#### Girone di ritorno
| Arbitro: | Øiseth (Fetsund) |

|                   |           |                                                   |
| Solaun 3’ Ims 13’ | Marcatori | 14’ Ness Ervik 27’ (rig.), 43’ Fjeldstad Naalsund |

| Arbitro: | Jensen (Furuflaten e Lyngen) |

|                   |           |  |
| Vatshelle Raa 73’ | Marcatori |  |

| Arbitro: | Røvig Sletner (Oslo) |

|  |           |                                 |
|  | Marcatori | 3’ Dybwad Brochmann 15’ Cordner |

| Arbitro: | Buhaug Folstad (Buvika) |

|  |           |                                 |
|  | Marcatori | 3’ Dybwad Brochmann 15’ Cordner |

| Arbitro: | Langnes Aarland (Fræna) |

|                                         |           |                                      |
| Fjeldstad Naalsund 35’, 50’ Cordner 13’ | Marcatori | 48’, 52’ Spitse 56’ Dowie 70’ Nchout |

| Arbitro: | Fatemeh Zangeneh (Kongsberg) |

|                          |           |  |
| Thorsnes 10’, 86’ (rig.) | Marcatori |  |

| Arbitro: | Rodahl Torkelsen (Asker) |

|                                  |           |  |
| Dybwad Brochmann 31’ Cordner 39’ | Marcatori |  |

| Arbitro: | Nervik (Trondheim) |

|                                    |           |  |
| Østervold Stenevik 31’ Cordner 68’ | Marcatori |  |

| Arbitro: | Fjeldvær (Stadsbygd) |

|                                        |           |                            |
| Ajibade 49’ Giovanna Oliveira 65’, 85’ | Marcatori | 57’ Ness Ervik 90’ Cordner |

| Arbitro: | Jensen (Furuflaten e Lyngen) |

|                  |           |                          |
| Cordner 58’, 83’ | Marcatori | 54’ Lie 90’ Heien Hansen |

| Arbitro: | Nervik (Trondheim) |

|                                            |           |                                  |
| Østervold Stenevik 41’ (aut.) Fjelldal 51’ | Marcatori | 56’ Cordner 63’ Dybwad Brochmann |

### Coppa di Norvegia
| Arbitro: | Stokseth (Djerv) |

|  |           |                                                                  |
|  | Marcatori | 43’ Alsaker Kvinge 54’ Jensen 65’ Stenevik 85’ Veivåg 89’ Ryland |

| Arbitro: | Szajnfeld (Brann) |

| |           |  |
| Dybwad Brochmann 21’, 43’ Heggernes Jensen 35’, 81’, 82’ Ness Ervik 50’ Fjeldstad Naalsund 53’ (rig.), 74’ Vevle Eikeland 70’ | Marcatori |  |

| Arbitro: | Nervik (Trondheim) |

|                                             |           |                                        |
| Andreassen 8’ Clausen 19’, 21’ Engesvik 45’ | Marcatori | 80’ Dybwad Brochmann 36’, 83’ Naalsund |

## Statistiche

### Statistiche di squadra
| Competizione      | Punti | In casa | In casa | In casa | In casa | In casa | In casa | In trasferta | In trasferta | In trasferta | In trasferta | In trasferta | In trasferta | Totale | Totale | Totale | Totale | Totale | Totale | DR  |
| Competizione      | Punti | G       | V       | N       | P       | Gf      | Gs      | G            | V            | N            | P            | Gf           | Gs           | G      | V      | N      | P      | Gf     | Gs     | DR  |
| ----------------- | ----- | ------- | ------- | ------- | ------- | ------- | ------- | ------------ | ------------ | ------------ | ------------ | ------------ | ------------ | ------ | ------ | ------ | ------ | ------ | ------ | --- |
| Toppserien        | 40    | 11      | 7       | 1       | 3       | 24      | 17      | 11           | 5            | 3            | 3            | 19           | 15           | 22     | 12     | 4      | 6      | 43     | 32     | +11 |
| Coppa di Norvegia | -     | 1       | 1       | 0       | 0       | 9       | 0       | 2            | 1            | 0            | 1            | 7            | 4            | 3      | 2      | 0      | 1      | 16     | 4      | +12 |
| Totale            | -     | 12      | 8       | 1       | 3       | 33      | 17      | 13           | 6            | 3            | 4            | 26           | 19           | 25     | 14     | 4      | 7      | 59     | 36     | +23 |

### Andamento in campionato
| Giornata  | 1  | 2 | 3 | 4 | 5 | 6 | 7 | 8 | 9 | 10 | 11 | 12 | 13 | 14 | 15 | 16 | 17 | 18 | 19 | 20 | 21 | 22 |
| --------- | -- | - | - | - | - | - | - | - | - | -- | -- | -- | -- | -- | -- | -- | -- | -- | -- | -- | -- | -- |
| Luogo     | C  | T | C | T | C | T | C | T | C | T  | C  | T  | C  | T  | T  | C  | T  | C  | C  | T  | C  | T  |
| Risultato | P  | V | V | P | V | V | V | V | P | N  | V  | V  | V  | V  | N  | P  | P  | V  | V  | P  | N  | N  |
| Posizione | 12 | 5 | 4 | 4 | 4 | 4 | 3 | 3 | 3 | 3  | 3  | 3  | 3  | 3  | 2  | 3  | 4  | 3  | 3  | 4  | 4  | 4  |

Legenda:

Luogo: C = Casa; T = Trasferta. Risultato: V = Vittoria; N = Pareggio; P = Sconfitta.

### Statistiche delle giocatrici
| Giocatore           | Toppserien | Toppserien | Toppserien  | Toppserien | Coppa di Norvegia | Coppa di Norvegia | Coppa di Norvegia | Coppa di Norvegia | Totale   | Totale | Totale      | Totale     |
| Giocatore           | Presenze   | Reti       | Ammonizioni | Espulsioni | Presenze          | Reti              | Ammonizioni       | Espulsioni        | Presenze | Reti   | Ammonizioni | Espulsioni |
| ------------------- | ---------- | ---------- | ----------- | ---------- | ----------------- | ----------------- | ----------------- | ----------------- | -------- | ------ | ----------- | ---------- |
| I. Altermark        | 19         | 0          | 3           | 0          | 3                 | 0                 | 0                 | 0                 | 22       | 0      | 3           | 0          |
| M. Dybwad Brochmann | 22         | 11         | 2           | 0          | 2                 | 3                 | 0                 | 0                 | 24       | 14     | 2           | 0          |
| M. Brummel          | 11         | 0          | 0           | 0          | 1                 | 0                 | 0                 | 0                 | 12       | 0      | 0           | 0          |